# Auguste Prosper Daguillon
Auguste Prosper Daguillon (6. července 1862 Paříž – 17. července 1908 tamtéž) byl francouzský botanik. V Mezinárodním rejstříku jmen rostlin má zkratku Daguillon.

## Životopis
Jeho otec byl státní úředník. Daguillon Studoval v Paříži, kde v roce 1879 získal bakalářský titul. Byl přijat na École Polytechnique i na École normale supérieure. Absolvoval v roce 1883 a v roce 1884, docentem se stal v roce 1885. Jeho disertační práce (1890) se zaměřovala na morfologický výzkum na listech jehličnanů. Oženil se v roce 1892 a měl pět dětí.
Učil na školách ve Vanves (1884), Bordeaux (1885), Vanves (1886), Paříži (1890). V roce 1894 začal vyučovat na přírodovědecké fakultě Pařížské univerzity jako asistent (1894), odborný asistent (1900) a poté jako pomocný profesor (1905). Stal se viceprezidentem Société botanique de France. Je autorem mnoha učebnic.

## Dílo
- 1887, Notions de zoologie à l'usage de l'enseignement secondaire
- 1891, Notions de botanique à l'usage de l'enseignement secondaire
- 1893, Cours complet d'histoire naturelle, à l'usage de l'enseignement primaire supérieur
- 1897, Anatomie et Physiology animales, à l'usage des élèves de l'enseignement secondaire classique
- 1904, Précis d'histoire naturelle (zoologie, botanique, geologie)